# Pilotrichella communis
Pilotrichella communis är en bladmossart som beskrevs av C. Müller och Per Karl Hjalmar Dusén 1895. Pilotrichella communis ingår i släktet Pilotrichella och familjen Meteoriaceae. Inga underarter finns listade i Catalogue of Life.